# 尤伯特·埃諾

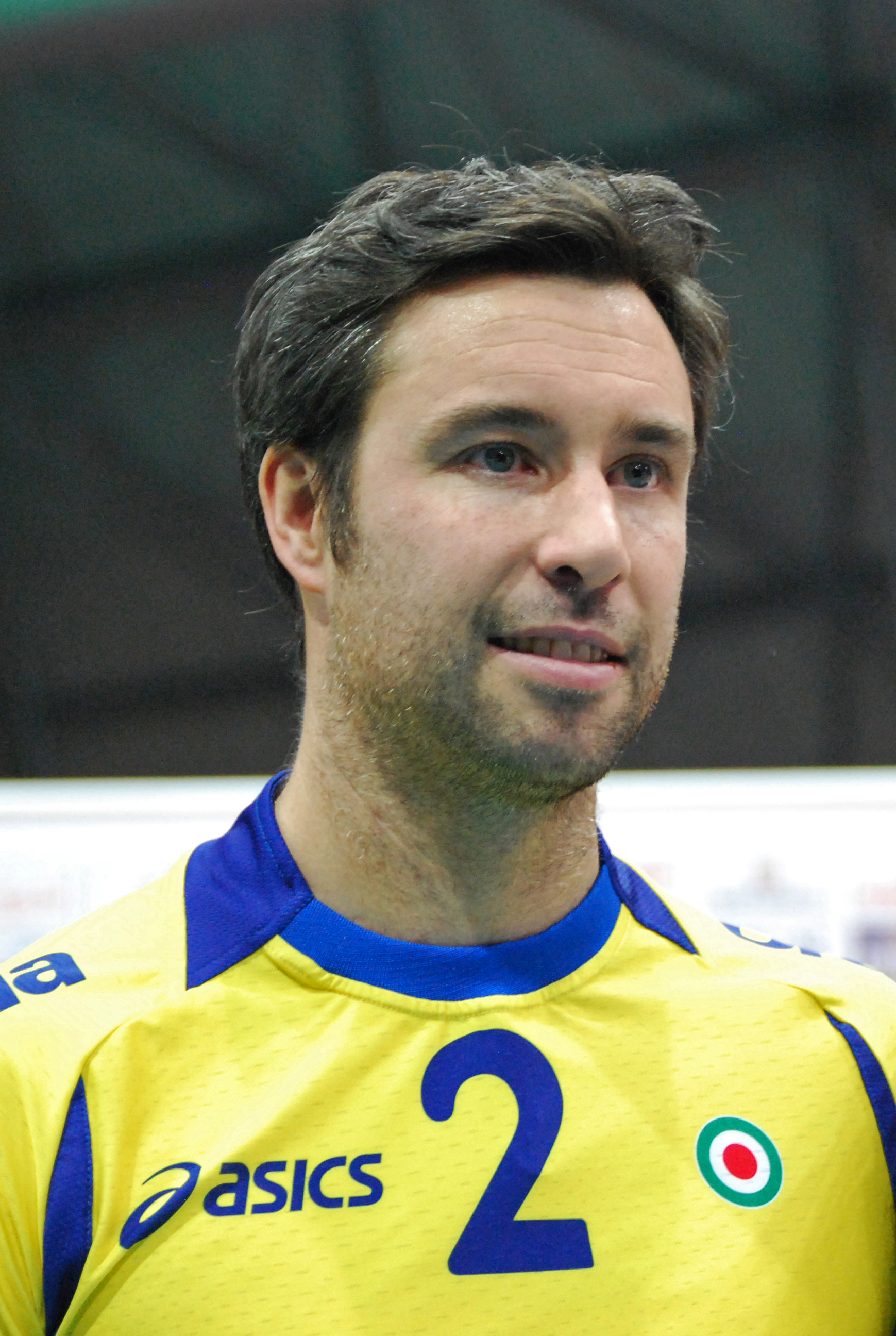
尤伯特·埃諾

尤伯特·埃諾（法語：Hubert Henno；1976年10月6日—）是一位法國排球運動員。他現在效力於意大利排球聯賽球隊盧貝排球俱樂部。他也代表法國國家男子排球隊參賽。